# Georges Donvil
Georges Louis Donvil (Diest, 10 maart 1882 - 30 juni 1970) was een Belgisch senator.

## Levensloop
Donvil was een kuipersbaas die een rol speelde in de socialistische arbeidersbeweging.
In 1936 werd hij provinciaal senator en bleef dit tot in 1946. Hij werd toen rechtstreeks verkozen senator voor het arrondissement Leuven en vervulde dit mandaat tot in 1949.